# Селище Будинку відпочинку «Бекасово»
Селище будинку відпочинку «Бекасово» (рос. Посёлок дома отдыха «Бекасово») — селище у Наро-Фомінському районі Московської області Російської Федерації

## Розташування
Селище входить до складу міського поселення Наро-Фомінськ, воно розташовано на північ від Наро-Фомінська на березі річки Гвоздня (ліва притока Нари), поруч із Київським шосе. Найближчі населені пункти Бекасово, Пожитково. Найближча залізнична станція Бекасово-1.

## Населення
Станом на 2006 рік у селищі проживало 700 осіб, в 2010 — 710 осіб.